# Guillaume Bigourdan
| 390 Aljma | 24. ožujka 1894. |

Camille Guillaume Bigourdan (Sistels, 6. travnja 1851. – Pariz, 28. veljače 1932.) bio je francuski astronom.

## Životopis
Bigourdan je rođen u Sistelsu, Tarn-et-Garonne od oca Pierre Bigourdan i majke Jeanne Carrière. Godine 1877. imenovao ga je Félix Tisserand na mjestu pomoćnog astronoma na Toulouškoj zvjezdarnici, i 1879. je slijedio Tisseranda u Pariškoj zvjezdarnici gdje je kasnije postao ravnatelj.
Proveo je više godina u potvrđivanju pozicija 6380 maglica. Nadao se da će postaviti osnove budućeg proučavanja vlastitog gibanja maglica; ovaj rad se pokazao manje-više uzaludnim, pošto daleke maglice ne pokazuju nikakvo prikladno kretanje. Međutim, on je otkrio blizu 500 novih objekata.
1902. sudjelovao je u naporima preračunavanja s većom preciznošću meridijanske razlike između Londona i Pariza. 1903. postao je član Bureau des Longitudes. 1904. postao je član Francuske akademije znanosti
Opisao je metodu podešavanja ekvatorske montaže teleskopa, koja je poznata pod imenom Bigourdanova metoda.
Bigourdan je dobio 1883. i 1891. Lalandeovu nagradu koju dodjeljuje Francuska akademija znanosti, kao i Zlatnu medalju Kraljevskog astronomskog društva 1919. Bio je ravnatelj Bureau International de l'Heure od 1919. do 1928.
Oženio je kćerku Amédée Moucheza.

## Vanjske poveznice
- Patrimoine/expogb.html  Arhivirana inačica izvorne stranice od 2. siječnja 2006. (Wayback Machine)
- Thierry Thomasset: Životopis Guillaumea Bigourdana